# Berlin-Oberschöneweide
Oberschöneweide is een stadsdeel in het Berlijnse zuidoostelijke district Treptow-Köpenick. Het was ooit één van de belangrijkste fabriekswijken van Duitsland en is nauw verbonden met elektroconcern AEG. 

## Ligging
Oberschöneweide ligt in het noordwestelijke deel van Treptow-Köpenick aan de noordelijke oever van de Spree. Aan de andere kant van de Spree liggen de stadsdelen Plänterwald, Baumschulenweg en Niederschöneweide en de Köpenickse wijk Spindlersfeld. In het oosten grenst Oberschöneweide aan Köpenick. In het noorden liggen Karlshorst en Rummelsburg van het district Lichtenberg. 
Het gebied Oberschöneweide is vlak en in het centrum dicht bebouwd. Industriële gebouwen strekken zich uit langs de Spree. Alleen in het oosten is er een losse en gemengde ontwikkeling van het gebied aan de oever en in het noordwesten zijn er verschillende volkstuinen. De Wilhelminenhofstraße scheidt het industriegebied van de woonwijk. Ten noorden en noordoosten van de wijk ligt het Volkspark Wuhlheide.

## Geschiedenis

### Vroege geschiedenis
De naam Schöne Weyde werd voor het eerst genoemd in 1598 in een reisverslag van de Brandenburgse keurvorst Joachim II, waarin hij een uitgestrekte weide beschrijft op de linkeroever van de Spree in de richting van de rivier. In latere jaren werd de naam Schöneweide op kaarten gebruikt voor beide zijden van de Spree. In 1814 werd het gebied gekocht door een wethouder, Reinbeck, die er een kasteel bouwde, Wilhelminenhof.

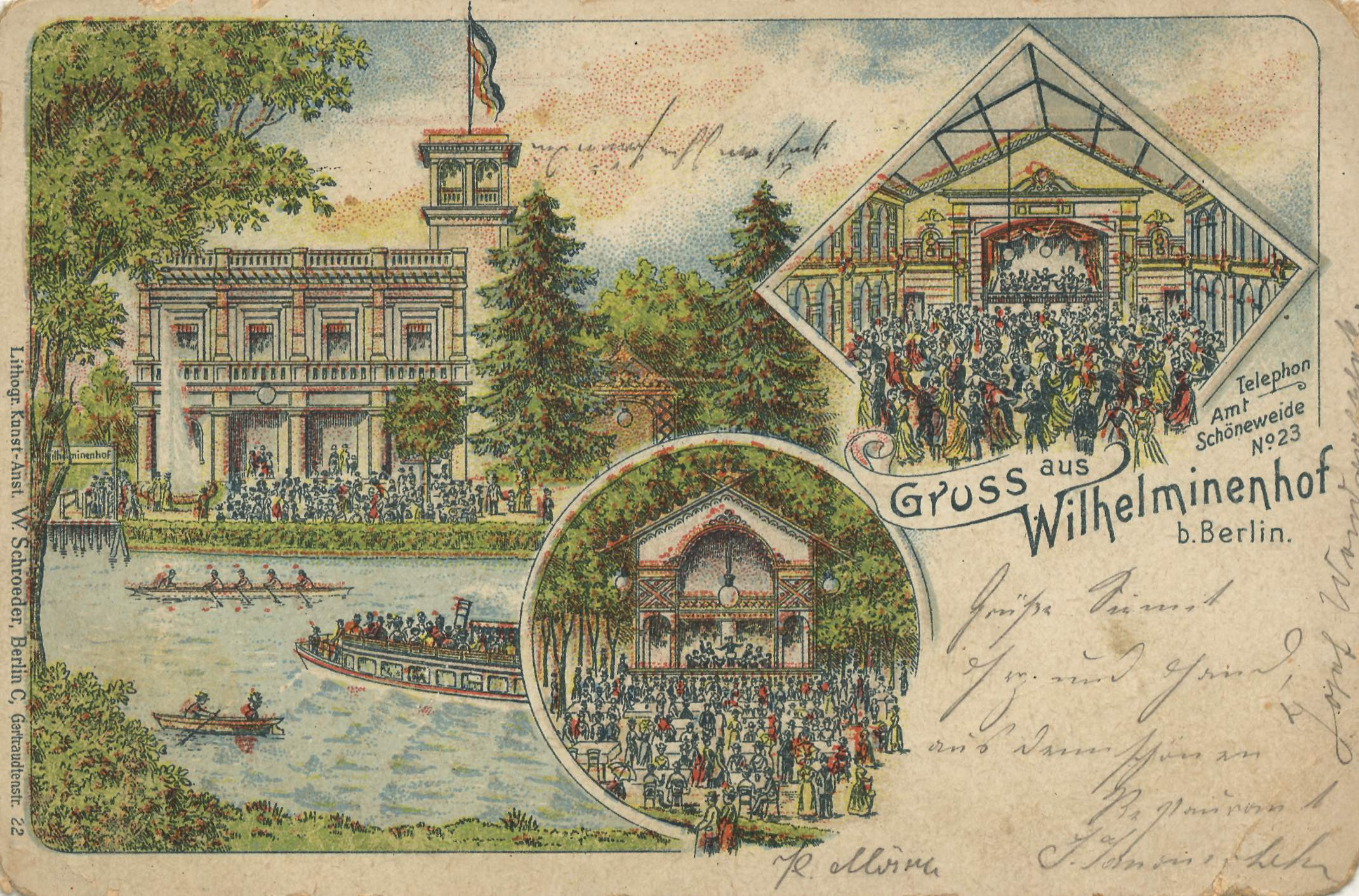
Postkaart van Wilhelminenhof uit 1903

In de jaren 1860 lagen de stoomwasserij Weißenburg en de herberg Sadowa ten oosten en het restaurant Waldschlößchen ten westen van de Wilhelminenhof. Deze nederzettingen vormden het Gutsbezirk Etablissements bei Köpenick Anteil. In 1879 bood Sadowa twaalf zomerwoningen aan. Andere restaurants en cafés volgden alsook de uitbreiding van de Villakolonie Ostend. In 1871 had het gebied de naam Oberschöneweide gekregen. Door de Gründerkrach stopte de verdere ontwikkeling van het dorp. De villakolonie bleef onafgewerkt, mede door slechte vervoersverbindingen. De spoorweghalte Sadowa (tegenwoordig S-Bahn station Wuhlheide was te ver weg. De aanleg van een paardentramlijn naar Rummelsburg of Köpenick lukte niet en een brug over de Spree bestond nog niet. Pas in 1885 was er een rivieroversteek over de Spree met de door de Landkries Teltow gebouwde kettingveerpont.

### Industrialisering
De ontwikkeling van het dorp kreeg in 1889 een nieuwe boost toen het consortium Grundrentengesellschaft AG in Berlin het Wilhelminenhof en de omliggende grond kocht. Datzelfde jaar werd een houten brug over de Spree gebouwd. Hierover liep ook een spoorlijn naar het station Johannisthal-Niederschöneweide. Hierdoor vestigden zich talrijke grote industriële bedrijven in Oberschöneweide. AEG bouwde er in 1890 een fabriek en vele andere bedrijven volgden.
De kettingpont werd in 1891 vervangen door een houten brug, die op zijn beurt in 1908 werd vervangen door de stalen Stubenrauchbrug. Een tweede Spree-oversteekplaats werd gebouwd in 1897 met de Kaisersteg, een voetgangersbrug. De gestage toename van het verkeer leidde in 1903/1904 tot de bouw van de derde Spreebrug, de Treskowbrug. De Grundrentengesellschaft legde voor de eeuwwisseling de route van de Oberschöneweide industriespoorweg aan. Het liep door de hele Wilhelminenhofstraße en verbond 17 fabrieken met het treinstation Niederschöneweide-Johannisthal en het goederenstation Rummelsburg. 
Het resultaat was een industriële agglomeratie van 25 grote bedrijven en een groot aantal kleine bedrijven, werkplaatsen en laboratoria. Een derde van de bedrijven behoorde tot de elektrische industrie. De op één na sterkste sectoren waren de metaalindustrie en de machinebouw. De krachtcentrale Oberspree was de eerste grootschalige krachtcentrale buiten Berlijn en de eerste driefasige krachtcentrale in het Duitse Rijk. De krachtcentrale werd de voorloper van de huidige elektriciteitsopwekking, omdat het de eerste keer was dat elektrische energie in een voedingsnetwerk werd ingevoerd en gedistribueerd.
Tijdens de Eerste Wereldoorlog werd Oberschöneweide een belangrijk centrum van de wapenindustrie. Door het grote aantal arbeiders in de grote bedrijven ontwikkelde Oberschöneweide zich tot een centrum van de arbeidersklasse en de sociaaldemocratie.

### Zelfstandige gemeente
Oberschöneweide behoorde tot het Gutsbezirk Köpenicker Forst en werd op 16 maart 1898 als zelfstandige gemeente afgesplitst en omvatte toen 149 hectare. In de daaropvolgende jaren werd het gebied verder uitgebreid door de aankoop van bosgrond.
AEG nam de bekendste architecten van die tijd en specialisten in industriële bouw in dienst om haar fabrieken te ontwerpen. In de periode van 1890 tot 1920 werd op de Oberschöneweide een opmerkelijk geheel van fabrieken met meerdere verdiepingen, uitgebreide productiehallen en administratieve gebouwen gebouwd. In de onmiddellijke nabijheid van de fabrieken - slechts gescheiden door een weg - werden talrijke flatgebouwen van vier verdiepingen met achtergebouwen en zijvleugels gebouwd, die voornamelijk door de arbeidersbevolking werden bewoond. In de perifere zones werden ruimere appartementenblokken gebouwd, die bestemd waren voor de beter betaalde werknemers.
Daarnaast werden er tal van gemeentelijke gebouwen opgetrokken, zoals verschillende grote gemeentescholen, een middelbare jongens- en meisjesschool en een gymnasium. Een gasfabriek bestond al sinds 1898. De twee verdiepingen tellende brandweerkazerne werd in 1899 in gebruik genomen. AEG-oprichter Emil Rathenau liet in 1902 de bosbegraafplaats Oberschöneweide in de Wuhlheide aanleggen. Het in 1897 geïnstalleerde postkantoor werd in 1905 vervangen door een 1e klas postkantoor. In 1905 kwam er ook een riolering. De katholieke kerk werd in 1907 ingewijd en de protestantse kerk een jaar later. De levering van leidingwater aan de industrie en de bevolking werd aanvankelijk verzorgd door Boxhagen-Rummelsburg en later door het waterleidingbedrijf dat in 1905-1908 werd gebouwd. 
De huidige Griechische Allee moest het stadscentrum vormen met de katholieke kerk, het postkantoor en andere faciliteiten. Hier was ook een stadhuis gepland voor de nog onafhankelijke gemeente op de toenmalige Rathausplatz. De gelijktijdig geplande metrolijn E van de Alexanderplatz naar Friedrichsfelde zou in een tweede fase via Karlshorst naar Oberschöneweide lopen om een directe verbinding met het centrum van Berlijn te creëren.
De ontwikkeling concentreerde zich in het centrum van Oberschöneweide aan de Spree. Het gebied op de westelijke oever van de rivier bleef grotendeels onbebouwd. De oeverstrook naar het oosten in de richting van Köpenick werd ook slechts sporadisch bebouwd met villa's en kleine fabrieken. Sinds het einde van de 19e eeuw zijn hier verschillende clubhuizen en boothuizen van roeiverenigingen bijgebouwd, zoals het Elektra boothuis in opdracht van AEG.
AEG zette ook een aantal andere baanbrekende voorzieningen op het gebied van sociaal beleid op in Oberschöneweide. Deze omvatten de functie van “fabrieksverpleegster” voor vrouwelijke werknemers en de oprichting van een van de eerste fabriekskinderdagverblijven voor kinderen van vrouwelijke werknemers in de kabelfabriek Oberspree en andere fabrieken in Schöneweide.
In 1910 verhuisde het Elisabeth-kinderziekenhuis naar Oberschöneweide in de Karlshorster Straße (tegenwoordig: Treskowallee 222) en kreeg het de naam Königin-Elisabeth-ziekenhuis. Vanaf 1950 werd het ziekenhuis uitsluitend gebruikt voor de medische verzorging van Sovjetmilitairen; na hun vertrek stonden de monumentale gebouwen jarenlang leeg. Sinds het begin van de jaren 2000 is een deel van de gebouwen gerenoveerd en wordt het gebruikt door de Albatros School en een verpleeghuis.

### Deel van Berlijn
Op 1 oktober 1920 werd Oberschöneweide opgenomen in Groot-Berlijn en werd een onderdeel van het district Treptow. Met de herindeling van 1938 werd het overgeheveld naar het district Köpenick. De massale dienstplicht vanaf 1941 leidde tot een tekort aan arbeidskrachten in de fabrieken. Om de productie op peil te houden, werden steeds meer dwangarbeiders uit heel Europa ingezet. In Wuhlheide werden verschillende barakkenkampen voor dwangarbeiders ingericht. Hier bevond zich ook het gelijknamige Berlijnse opvoedingskamp voor dwangarbeiders, dat onder controle stond van de Gestapo. Alleen al in de kabelfabriek Oberspree en andere fabrieken in het AEG fabriekscomplex werkten meer dan 6.000 buitenlandse dwangarbeiders, waaronder vrouwelijke gevangenen uit het concentratiekamp Sachsenhausen in 1944/1945.
Tijdens de geallieerde luchtaanvallen op 21 juni en 6 augustus 1944 werd Oberschöneweide bedekt met een dicht bommentapijt en werden aan aantal fabrieken zwaar verwoest. De aanval op 26 februari 1945 trof Oberschöneweide opnieuw in zijn geheel. Onder de slachtoffers waren veel buitenlandse dwangarbeiders.
De Slag om Berlijn, de laatste grote veldslag van de Tweede Wereldoorlog in Europa, begon op 16 april 1945. Voordat de Duitse troepen zich terugtrokken en Oberschöneweide zonder slag of stoot aan het Rode Leger overlieten, bliezen Waffen SS-troepen de Kaisersteg en de Treskowbrug op.

### Koude Oorlog
Na de oorlog viel Köpenick onder de Sovjetbezetter. Zoals overal in de Sovjetbezettingszone werden ook in Oberschöneweide in eerste instantie alle productiemiddelen die niet vernietigd waren, ontmanteld en naar de Sovjet-Unie gebracht. Daarna volgde de onteigening van de industriële bedrijven, die later werden omgezet in staatsbedrijven.
Het Königin Elisabeth Ziekenhuis diende vanaf oktober 1945 als militair hospitaal voor Sovjettroepen en bleef dat tot de volledige terugtrekking van de Sovjet-Russische troepen uit Duitsland in 1994. Begin jaren 50 werd het Funkhaus Nalepastraße gebouwd, van waaruit alle radioprogramma's van de DDR uitgezonden werden.

### Na de hereniging
De veranderende marktsituatie na de Duitse hereniging op 3 oktober 1990 leidde bij veel DDR-bedrijven tot massaontslagen, sluitingen en privatisering. Dit betekende het einde van het traditionele industriële centrum. De Zuid-Koreaanse industriële reus Samsung exploiteerde via Samsung SDI tot eind 2005 een productielocatie voor CRT-televisies en mobiele telefoons in Oberschöneweide. Ondanks miljoenen aan subsidies van de staat Berlijn verliet het bedrijf de locatie vanwege verkoopproblemen en inefficiëntie. De industriële gebouwen op de Oberschöneweide staan sinds 1991 op de monumentenlijst en zijn een centraal punt in de Berlijnse monumentenzorg. Veel kleine ambachtelijke bedrijven hebben zich op de industrieterreinen gevestigd. Tot de traditionele, middelgrote bedrijven behoren Silicon Sensor GmbH en BAE Batterien GmbH.
In 2001 fuseerden de districten Treptow en Köpenick waar Oberschöneweide nu een deel van was. In 2007 werd een nieuwe fiets- en voetgangersbrug over de Spree ingehuldigd. Naast de brug werd ook een nieuw aangelegd stadsplein geopend. Om het verkeer te ontlasten werd in 2017 nog een nieuwe brug geopend, de Minna-Todenhagen-Brücke, en er zijn plannen voor nog een brug.

## Verkeer
De tram bedient Oberschöneweide met de lijnen M17, 21, 27, 37, 60 en 67. 

## Sport
SC Union 06 Oberschöneweide speelde eerst op een terrein aan de Wattstraße. In 1920 werd de club nog Brandenburgs kampioen en nam dat jaar deel aan de eindronde om de landstitel. Het terrein moest echter wijken voor een woonproject waardoor de club verhuisde naar het Stadion An der alten Försterei, dat in het naburige Köpenick lag, op 300 meter van de grens met Oberschöneweide. De club bleef wel de naam behouden.
Adlershof |
Altglienicke |
Alt-Treptow |
Baumschulenweg |
Bohnsdorf |
Friedrichshagen |
Grünau |
Johannisthal |
Köpenick |
Müggelheim |
Niederschöneweide |
Oberschöneweide |
Plänterwald |
Rahnsdorf |
Schmöckwitz